# Francisco Javier Rodríguez Hernández
Francisco Javier Rodríguez Hernández, més conegut com a Francis, és un exfutbolista canari. Va nàixer a Tejina el 18 de desembre de 1962. Ocupava la posició de defensa.

## Trajectòria esportiva
El 1981 recala al filial del Reial Madrid, el Castilla, on romandria fins a 1984. Abans, a la 81/82 havia debutat a primera divisió amb el conjunt del Santiago Bernabéu. A la campanya 84/85 seria cedit al Reial Valladolid, on juga 20 partits. De nou a la disciplina madrilenya, només hi disputa un partit amb el Reial Madrid a la temporada 85/86, en la qual els blancs guanyen la Copa del Rei i la Copa de la UEFA.
En busca d'oportunitats, el 1986 fitxa pel RCD Espanyol. Al quadre català hi milita tres temporades, en les quals és titular. Després del descens de l'Espanyol el 1989, el canari recala al CD Tenerife, on disputa altres tres temporades. Amb el conjunt tinerfeny és titular les dues primeres temporades, mentre que la tercera, la 91/92, hi juga 16 partits.
Entre 1992 i 1995 militaria a la Segona Divisió amb el Marbella, amb qui tot just apareixeria en 18 ocasions. En total, va sumar 164 partits i 7 gols a primera divisió.